# San Simone (Sannicola)
San Simone è una frazione del comune di Sannicola in provincia di Lecce.
Sorge sulla strada che collega Tuglie a Sannicola. Un tempo i centri urbani di San Simone e Sannicola erano nettamente separati e distavano circa 2 km. Attualmente i due paesi risultano sostanzialmente uniti fra loro.

## Storia
Il centro prende il nome dalla chiesetta di San Simone, presente già nel 1664 ed ancora esistente (recentemente restaurata). Anticamente, presso San Simone, sorgeva un insediamento basiliano (di cui non si conosce il nome) del quale sono rimasti alcuni ruderi individuabili presso la grotta dei Monaci.
Intorno al convento sorsero le prime abitazioni e la torre-masseria databile tra il XVI e il XVII secolo.
Nel 1911 venne terminata la chiesa di San Biagio e venne risistemata la piazza antistante. Sempre nei primi decenni del XX secolo vennero edificati il Monastero di Santa Teresa delle Carmelitane Scalze e il monastero Francescano (ora Oasi Francescana).
San Simone venne ceduta al comune di Sannicola dalla giurisdizione di Alezio nel 1928; il comune di Sannicola a suo tempo cedeva parte del suo territorio a quello di Tuglie.

## Monumenti e luoghi d'interesse
- Chiesa di San Biagio
- Oasi Francescana
- Monastero di Santa Teresa delle Carmelitane Scalze
- Chiesetta di San Simone

## Cultura

### Eventi
- Festa di San Biagio - ultima settimana di luglio. Nella parrocchia si custodisce in un pregevole reliquiario di stile ambrosiano una reliquia (frammento ex-corpori) con autentica vescovile del corpo del Santo. Il santo viene festeggiato oltre alla data liturgica del 3 febbraio anche nell'ultima settimana di luglio durante la quale si commemora uno speciale intervento del santo nei primi del '900, l'ultimo giorno della festa estiva solitamente coincidente con il sabato, per antica tradizione ai fedeli presenti la liturgia viene permesso il "bacio" del reliquiario contenente la reliquia del santo protettore.
- Sino agli inizi del duemila la comunità ha allestito nel periodo natalizio, presso il bosco del monastero di Santa Teresa del B.G. un imponente e particolareggiato presepe vivente visitato da migliaia di persone. Preparazione e allestimento vedeva il coinvolgimento di tutta la comunità del borgo per l'intero arco dell'anno solare.
- Sagra locale - 7 agosto

## Infrastrutture e trasporti

### Strade
I collegamenti stradali principali sono rappresentati da:
- Strada statale 101 Salentina di Gallipoli Lecce-Gallipoli.

Il centro è anche raggiungibile dalle strade provinciali interne: SP51 Sannicola-San Simone-Tuglie e SP57 San Simone-Alezio.

### Ferrovie
San Simone è equidistante dalle stazioni ferroviarie di Sannicola-Chiesanuova, posta lungo la linea Zollino-Gallipoli, e di Tuglie posta lungo la linea Novoli-Gagliano del Capo. Entrambe le stazioni appartengono alle Ferrovie del Sud Est.

### Aeroporti
Gli aeroporti civili più vicini sono:
- Aeroporto Internazionale del Salento con sede a Brindisi.
- Aeroporto di Taranto-Grottaglie "Marcello Arlotta", che effettua servizi di linea per il traffico passeggeri con voli charter.
- Aeroporto internazionale di Bari "Karol Wojtyla".